# Aderus villiersi
Aderus villiersi es una especie de coleóptero de la familia Aderidae. Fue descrita científicamente por Maurice Pic en 1951.

## Distribución geográfica
Habita en Costa de Marfil.